# Past Life
Past Life è una serie televisiva statunitense prodotta nel 2010.
Ideata da David Hudgins, la serie è ispirata al romanzo The Reincarnationist di M.J. Rose, ed unisce il genere crime con il paranormale.
La serie è stata trasmessa in prima visione negli Stati Uniti da Fox in midseason. A causa dei bassi ascolti la serie è stata cancellata dal network dopo 7 episodi prodotti e 5 trasmessi, sospendendone la programmazione dai suoi palinsesti e non trasmettendo gli ultimi due episodi della prima ed unica stagione. In Italia la serie è stata trasmessa in prima visione assoluta da Rai 2 a partire dal 9 gennaio 2011, ma a causa dei bassi ascolti ottenuti dai primi due episodi, la rete ha deciso di sospenderne temporaneamente la messa in onda, riprendendola due mesi più tardi, dall'11 marzo.

## Trama
La dottoressa Kate McGinn è una psicologa che crede nell'idea che ognuno di noi abbia avuto delle vite precedenti. Kate collabora con il Talmadge Center for Behavioral Health di New York, un centro specializzato nello studio dell'anima. Il suo lavoro consiste proprio in questo, ovvero nel cercare di far ricordare ai suoi pazienti le esperienze vissute in vite passate, convinta che ciò possa risolvere i loro attuali problemi. Dato che i ricordi dei suoi pazienti possono dare una soluzione a dei crimini insoluti, la dottoressa lavora a fianco di Price Wathley, un detective cinico e scettico di fronte alle sue idee, che però la segue costantemente nel suo lavoro. Ad aiutare Kate c'è anche il dottor Malachi Talamadge, a capo del Talmadge Center, e il dottor Rishi Karan.

## Episodi
| Stagione       | Episodi | Prima TV originale | Prima TV Italia |
| -------------- | ------- | ------------------ | --------------- |
| Prima stagione | 7       | 2010               | 2011            |